# Diecéze Doumé–Abong' Mbang
Diecéze Doumé–Abong' Mbang je diecéze římskokatolické církve nacházející se v Kamerunu.

## Území
Diecéze zahrnuje departement Haut-Nyon ve východní oblasti Kamerunu.
Biskupským sídlem je město Doumé, kde se nachází hlavní chrám katedrála sv. Petra a Pavla.
Rozděluje se do 21 farností. K roku 2013 měla 102 000 věřících, 18 diecézních kněží, 8 řeholních kněží, 3 trvalé jáhny, 13 řeholníků a 47 řeholnic.

## Historie
Dne 3. března 1949 byl bulou Quo faciliori papeže Pia XII. vytvořen z části území apoštolského vikariátu Yaoundé nový apoštolský vikariát Doumé.
Dne 14. září 1955 byl vikariát bulou Dum tantis papeže Pia XII. povýšen na diecézi. Původně byla sufragánnou arcidiecéze Yaoundé.
Dne 17. března 1983 byla z části jejího území vytvořena diecéze Bertoua a byla přejmenována na Doumé–Abong' Mbang.
Dne 11. listopadu 1994 byla přesunuta do církevní provincie arcidiecéze Bertoua. Test123.

## Seznam biskupů
- René Graffin, C.S.Sp. (1949 – 1951)
- Jacques Teerenstra, C.S.Sp. (1951 - 1961)
- Lambertus Johannes van Heygen, C.S.Sp. (1962 - 1983)
- Pierre Augustin Tchouanga, S.C.I. (1983 – 1995)
- Jan Ozga (od 1997)